# Джатой, Гулам Мустафа
Гулам Мустафа Джатой (урду غلام مصطفیٰ خان جتوئی‎ 14 августа 1931, Нью Джатой, округ Навабшах, Бомбейское президентство, Британская Индия — 20 ноября 2009, Лондон, Великобритания) — пакистанский политический деятель, премьер-министр Пакистана (1990).

## Биография
Родился в семье политического деятеля (его дед был членом Законодательного собрания Бомбея, отец — членом Законодательного собрания Синда).
После окончания гимназии в Карачи отправился получать высшее образование в Кембридж, но в 1952 году был вынужден вернуться на родину из-за серьёзной болезни отца, в том же году был избран председателем собрания депутатов района Навабшах, став самым молодым председателем окружного совета на субконтиненте.
В 1956 году был избран в первую провинциальную ассамблею Западного Пакистана.
В 1958—1970 гг. — депутат парламента провинции Западный Пакистан.
В 1967 году был одним из членов-учредителей Пакистанской народной партии (ПНП) вместе с Зульфикаром Али Бхутто и его доверенным лицом до самой смерти Бхутто.
Избирался членом Национального собрания Пакистана в 1962, 1965, 1970, 1989, 1990, 1993 и 1997 годах. Также был избирался в провинциальную ассамблею Синда в 1973 и 1977 годах.
В 1971—1973 годах — министр политических дел; портов и судоходства; связи; нефти и природных ресурсов; информационных технологий; железных дорог и телекоммуникаций в федеральном правительстве премьер-министра З. А. Бхутто.
В 1973—1977 годах — главный министр провинции Синд.
После введения военного положения присоединился к оппозиционному блоку «Движение за восстановление демократии». Дважды был арестован (в 1983 и 1985 гг.).
В 1986 году создал Национальную народную партию (ННП), ставшую ведущей левой партией Пакистана. В 1988 году стал основателем Исламского демократического альянса (ИДА), объединившего оппозицию и позже оспаривавшего победу ПНП на выборах.
В 1989 году избран в Национальное собрание, став лидером объединённых оппозиционных партий.
В 1990 году после отставки правительства Беназир Бхутто назначен и. о. премьер-министра Пакистана.
Впоследствии он объединился с Бхутто, добившись отставки в 1993 году с поста премьер-министра авторитарного Наваза Шарифа. После выборов 1996 года присоединился к правительству Беназир Бхутто в качестве партнёра по коалиции. На всеобщих выборах 2002 года его партия была доминирующим партнером в возглавляемом им блоке Национальный Альянс (НА выиграл 16 мест в Национальном собрании, 16 мест в собрании провинции Синд и три места в Сенате).
Его сын Гулам Муртаза Хан Джатой в 2011 году победил на выборах в Национальное собрание (от ННП). Второй сын, Ариф Мустафа Джатой (бывший министр продовольствия и сельского хозяйства) и ещё один сын, Масрур Джатой выиграли оба места в собрании провинции Синд. Младший сын, Асиф Мустафа Джатой является сенатором. Это установило рекорд в котором четверо сыновей политического деятеля одновременно присутствуют во всех трех законодательных органах, то есть провинциальном собрании, Национальном собрании и Сенате.